# Elecciones municipales de 2019 en Batres
Las elecciones municipales de 2019 se celebraron en Batres el domingo 26 de mayo, de acuerdo con el Real Decreto de convocatoria de elecciones locales en España dispuesto el 1 de abril de 2019 y publicado en el Boletín Oficial del Estado el día 2 de abril. Se eligieron los 9 concejales del pleno del Ayuntamiento de Batres, a través de un sistema proporcional (método d'Hondt), con listas cerradas y un umbral electoral del 5 %.

## Candidaturas
En abril de 2019 se publicaron 6 candidaturas, Agrupación de Batres con Víctor Manuel López Rodríguez a la cabeza; Transparencia, Democracia Batres con Julio Marqués Barrios a la cabeza; PP con Marco Ander Menéndez García en cabeza, el PSOE con Antonio José Aguado Camacho a la cabeza; Vox con  Víctor Manuel Carretero Rufo a la cabeza; y Ciudadanos con José Luis Sanz Fernández a la cabeza.

## Resultados
Tras las elecciones, Agrupación de Batres volvió a ganar las elecciones, esta obteniendo un concejal más, el nuevo partido, Transparencia, Democracia Batres consiguió entrar al consistorio con tres concejales, el PSOE se mantuvo con un concejal y Vox consiguiño entrar en el consistorio; el PP perdió sus dos escaños.
| Candidatura                              | Candidatura                              | Votos | %                                       | Escaños                                 |
| ---------------------------------------- | ---------------------------------------- | ----- | --------------------------------------- | --------------------------------------- |
|                                          | Agrupación de Batres (ADB)               | 318   | 35,22                                   | 4                                       |
|                                          | Transparencia, Democracia Batres (TDB)   | 267   | 29,79                                   | 3                                       |
|                                          | Partido Socialista Obrero Español (PSOE) | 137   | 15,17                                   | 1                                       |
|                                          | Vox                                      | 74    | 8,64                                    | 1                                       |
|                                          |                                          |       |                                         |                                         |
| Partido Popular (PP)                     | Partido Popular (PP)                     | 71    | 7,86                                    | 0                                       |
| Ciudadanos-Partido de la Ciudadanía (Cs) | Ciudadanos-Partido de la Ciudadanía (Cs) | 21    | 2,33                                    | 0                                       |
| Votos en blanco                          | Votos en blanco                          | 9     | 1,00                                    | 0                                       |
| Votos válidos                            | Votos válidos                            | 2.271 | 100,00                                  | 9                                       |
| Votos nulos                              | Votos nulos                              | 6     | Participación: · \| \| 68,55 % \| 2,28% | Participación: · \| \| 68,55 % \| 2,28% |
| Votantes                                 | Votantes                                 | 909   | Participación: · \| \| 68,55 % \| 2,28% | Participación: · \| \| 68,55 % \| 2,28% |
| Electores                                | Electores                                | 1.326 | Participación: · \| \| 68,55 % \| 2,28% | Participación: · \| \| 68,55 % \| 2,28% |
|                                          | 68,55 %                                  |       |                                         |                                         |

## Concejales electos
| N.º | Nombre                        | Lista | Lista |
| --- | ----------------------------- | ----- | ----- |
| 1   | Víctor Manuel López Rodríguez |       | ADB   |
| 2   | Julio Marqués Barrios         |       | TDB   |
| 3   | Antonio Gómez Lozano          |       | ADB   |
| 4   | Antonio José Aguado Camacho   |       | PSOE  |
| 5   | Francisco Tendero Hernández   |       | TDB   |
| 6   | José Antonio Sarrias Ibáñez   |       | ADB   |
| 7   | Penélope Sanjurjo Romera      |       | TDB   |
| 8   | Alicia Arcos Torres           |       | ADB   |
| 9   | Víctor Manuel Carretero Rufo  |       | Vox   |